# مایلز آدیسون
مایلز آدیسون (انگلیسی: Miles Addison؛ زادهٔ ۷ ژانویهٔ ۱۹۸۹) یک بازیکن فوتبال اهل انگلستان است.